# キム・スンウ
キム・スンウ（金勝友、ハングル表記：김승우、1969年2月24日 - ）は、大韓民国・ソウル出身の俳優。通称ミルキーボーイ。アクション俳優としてデビューし、メロドラマなどにも出演している。
水原大学校経営大学院修了。1990年の将軍の息子がデビュー作とされる（ただし、1974年に子役として出演している）。1995年にイ・ミヨンと結婚したが、2000年に離婚。2005年にキム・ナムジュ（金南珠）と再婚、一男一女をもうける。

## 主な出演作

### 映画
- 将軍の息子（1990年）
- 金を持って高飛びしろ（1995年）
- 君はジャズを信じるか?（1996年）
- ゴースト・ママ（1996年）
- コルセット（1996年）
- 花を持つ男（1997年）
- 深い悲しみ（1997年）
- 男の香り（1998年）
- 新装開店（1999年）
- 秘密（2000年）
- イエスタデイ 沈黙の刻印（2002年）
- ライターをつけろ（2002年）
- 人生の逆転（2003年）
- 吹けよ春風（2003年）
- 天軍（2005年）
- 浜辺の女（2006年）
- 恋愛の耐えられない軽さ（2006年）
- 素敵な夜、ボクにください（日本映画）（2007年）

### テレビドラマ
- 恋愛の基礎（1995年）
- 彼らの抱擁（1996年）
- 絆（1996年）
- りんごの花の香り（1996年）
- シンデレラ（1997年）
- 追憶（1998年）
- 新貴公子（2000年）
- ホテリアー（2001年）
- ローズマリー（2003年）
- 私の人生のスペシャル（2006年）
- 完璧な恋人に出会う方法（2007年）
- IRIS-アイリス-（2009年）
- アテナ：戦争の女神（2010年）
- ミス・リプリー（2011年）
- 第3病院（2012年）
- IRISⅡ-アイリス2（2013年）
- 深夜食堂 from ソウル（2015年）

### その他
- キム・スンウの乗勝長駆（KBS）
- ハッピーサンデー 1泊2日シーズン2（KBS、2012年3月～2013年3月）